# Feketetorkú sármány
A feketetorkú sármány (Amphispiza bilineata) a madarak osztályának verébalakúak (Passeriformes) rendjébe és a Passerellidae családjába tartozó faj.
A magyar név forrással nincs megerősítve.

## Rendszerezés
Egyes rendszerezők a sármányfélék (Emberizidae) családjába sorolják.

## Előfordulása
Kanadában, az Amerikai Egyesült Államok nyugati és Mexikó területén honos. Kóborlásai során eljut a Bahama-szigetekre és Saint-Pierre és Miquelon szigetekre is. A természetes élőhelye szubtrópusi és trópusi száraz bokrosok és forró sivatagok.

## Alfajai
- Amphispiza bilineata bangsi Grinnell, 1927
- Amphispiza bilineata belvederei Banks, 1963
- Amphispiza bilineata bilineata (Cassin, 1850)
- Amphispiza bilineata cana Van Rossem, 1930
- Amphispiza bilineata deserticola Ridgway, 1898
- Amphispiza bilineata grisea Nelson, 1898
- Amphispiza bilineata opuntia Burleigh & Lowery, 1939
- Amphispiza bilineata pacifica Nelson, 1900
- Amphispiza bilineata tortugae Van Rossem, 1930

## Megjelenése
Testhossza 12-14 centiméter, szárnyfesztávolsága 24 centiméter, testtömege 11-15 gramm. Arc részén fehér csíkok vannak, torka fekete, tollazata szürke.
|  |  |